# Andy Thorn
Andrew Charles ("Andy") Thorn (Carshalton, 12 november 1966) is een Engels voormalig betaald voetballer die als centrale verdediger speelde. Thorn won de FA Cup met Wimbledon in 1988. Hij wordt gezien als een clubicoon van Crystal Palace, waarvoor hij speelde van 1989 tot 1994.

## Biografie
Thorn debuteerde in het betaald voetbal bij Wimbledon in 1984. Hij maakte onder trainer Bobby Gould deel uit van de Crazy Gang, de bijnaam die de spelers van Wimbledon verwierven door een vermeende agressieve speelstijl, in de verf gezet door onder anderen Vinnie Jones en John Fashanu.
In 1988 werd de FA Cup gewonnen. Wimbledon versloeg tegen alle verwachtingen het grotere Liverpool van trainer Kenny Dalglish. Lawrie Sanchez scoorde het enige doelpunt. Thorn speelde negentig minuten. In 1988 – na de gewonnen bekerfinale – verkaste Thorn naar Newcastle United, waar hij net als bij Wimbledon een vaste waarde was en tevens aanvoerder was. Hij verruilde Newcastle United een jaar later voor Crystal Palace. Hier groeide Thorn uit tot een clubicoon.
In 1990 verloor Thorn de finale van de FA Cup van Manchester United na het spelen van een replay. Thorn speelde beide wedstrijden. Een jaar later won Thorn de Full Members Cup met Crystal Palace. Everton werd met 4–1 verslagen na verlenging, waarin tweemaal werd gescoord door Ian Wright. Toen de Premier League werd opgericht, in 1992, was Crystal Palace een van de eerste clubs die degradeerden. Thorn en de club dwongen algauw een nieuwe promotie af, door in mei 1994 kampioen te worden van de First Division. Thorn verliet Crystal Palace na dat seizoen. De centrale verdediger keerde namelijk terug naar zijn eerste club Wimbledon, dat ook in de Premier League actief was. In 1996 verhuisde hij naar Schotland, waar hij voor Heart of Midlothian uitkwam. Hier speelde hij slechts een handvol wedstrijden en nog datzelfde jaar ging Thorn op een lager niveau spelen bij de Engelse tweedeklasser Tranmere Rovers. Tranmere Rovers was de werkgever van voormalig Liverpool-aanvaller John Aldridge, die oog in oog stond met Thorn in de FA Cup-finale van 1988. In 1998 stopte hij met voetballen bij Tranmere Rovers wegens blessureleed.
Van 2011 tot 2012 was Thorn hoofdcoach van Coventry City. Tot 2014 was hij de coach van amateurclub Kidderminster Harriers, waar hij werd ontslagen.

## Erelijst
| Competitie                                  |           |           |           |           |
| Competitie                                  | Aantal    | Jaren     |           |           |
| Wimbledon                                   | Wimbledon | Wimbledon | Wimbledon | Wimbledon |
| ------------------------------------------- | --------- | --------- | --------- | --------- |
| FA Cup                                      | 1x        | 1988      |           |           |
| Crystal Palace                              |           |           |           |           |
| Full Members Cup                            | 1x        | 1991      |           |           |
| Football League First Division/Championship | 1x        | 1994      |           |           |